# عدنان الغول
يحيى محمود جابر الغول (أبو بلال) المعروف باسم عدنان الغول، كبير مهندسي القسام، ومخترع أول قنبلة يدوية فلسطينية وهي (رمانة حماس)، وهو صانع صاروخ القسام، وكان قائد وحدة التصنيع العسكري في كتائب عز الدين القسام الجناح العسكري لحركة المقاومة الإسلامية حماس حتى اغتياله، طوّر صاروخ القسام، وكان المطلوب الثاني لإسرائيل بعد محمد ضيف، واستطاع أن ينقل المقاومة الفلسطينية نقلة نوعية من خلال تصنيع أسلحتها محلياً في ظل الحصار المفروض وشح السلاح، وكان من أبرز إبداعاته القسام والياسين والبتار. وُلد في مخيم الشاطئ في غزة سنة 1958م، واغتيل في 21 أكتوبر 2004 في مدينة غزة بعد استهداف سيارته من قبل الجيش الإسرائيلي. وقد أطلقت المقاومة اسمه على بندقية غول التي ظهرت في معركة العصف المأكول 2014.

## اغتياله
أستشهد عدنان الغول ورفيقه القائد عماد عباس (وكلاهما من خبراء المتفجرات وتصنيع الصواريخ) في قصف صاروخي من إحدى طائرات الجيش الإسرائيلي للسيارة التي كانا يستقلانها في مدينة غزة مساء يوم الخميس السابع من رمضان 1425هـ 2004/10/21م.

## الإرث الثقافي

### سلاح قنص باسمه
أطلقت كتائب عز الدين القسام عام 2014 اسمه على بندقية قنص محلية الصنع وهي بندقية القنص غول، تخليدًا لإنجازاته التي حققها من خلال توليه قيادة وحدة التصنيع في الكتائب.

### مدرسة باسمه
في عام 2012 افتتح رئيس الوزراء الفلسطيني المقال إسماعيل هنية مدرسة عدنان الغول في جنوب غزة.

## روابط خارجية
- سيرته على موقع كتائب القسام الرسمي
- عدنان الغول سيف القسام المسلول- البشير